# Messemotorvejen
Messemotorvejen  er en 17,3 km lang vejstrækning syd og vest for Herning. Heraf udgør 12,5 km motorvej på to delstrækninger adskilt af 4,8 km motortrafikvej.
Messemotorvejens delstrækningen syd om Herning indgår i Primærrute 15 og forløber mellem Motorvejskryds Herning Syd og Snejbjerg, mens delstrækningen vest om Herning indgår i Sekundærrute 502 og forløber mellem Snejbjerg og Sinding.
På delstrækningen mellem Motorvejskryds Herning Syd og Vardevej indgår Messemotorvejen både i Primærrute 12 og 15.

## Forløb
Messemotorvejen syd om Herning begynder ved Motorvejskryds Herning Syd som motorvej og fortsætter som sådan til krydsningen med Vardevej (frakørsel 42 Herning V). Herefter fortsætter den som motortrafikvej frem til krydsningen med Albækvej (frakørsel 1, Snejbjerg), hvor Primærrute 15 forlader Messemotorvejen og fortsætter mod Ringkøbing. Messemotorvejen fortsætter vest om Herning som motorvej og frem til det tilslutningsanlæg, der sammenkobler den nordlige afslutning af Messemotorvejen med Holstebromotorvejen samt motortrafikvejen nord om Herning, som begge indgår i Primærrute 18.

## Historie
Et flertal i Folketinget besluttede i 1999, at der skulle anlægges en motortrafikvej nord og øst om Herning på Primærrute 18, samt en motortrafikvej fra Snejbjerg syd om Herning til førnævnte motortrafikvej. I 2006 besluttedes det, at strækningen Herning Ø-Snejbjerg skulle udbygges, således at strækningen fra Midtjyske Motorvej Primærrute 18 til Vardevej anlægges som motorvej.
Messemotorvejens ca. 4 km lange motorvej mellem Motorvejskryds Herning Syd og Vardevej åbnede for trafik i 2006, mens den ca. 4 km lange motortrafikvej fra Vardevej til Snejbjerg åbnede for trafik i 2008.
Med aftale om “Bedre veje mv.” fra december 2009 mellem Socialdemokraterne, Socialistisk Folkeparti, Venstre, Dansk Folkeparti, Liberal Alliance og Det Konservative Folkeparti blev der i 2009-2010 gennemført en forundersøgelse for en motorvej på strækningen mellem Herning og Holstebro. I forlængelse heraf blev det besluttet, at forundersøgelsen også skulle belyse, hvordan det kommende Regionshospitalet Gødstrup ved Herning mest hensigtsmæssigt kunne forbindes til motorvejen. På baggrund af forundersøgelsen besluttede parterne samt Det Radikale Venstre i 2011 at gennemføre en VVM-undersøgelse, som skulle udgøre det endelige beslutningsgrundlag for projektet. 
VVM-undersøgelsen blev gennemført i perioden fra april 2011 til august 2012. VVM-processen blev indledt med en offentlighedsfase, hvor der blev afholdt borgermøder, og borgerne blev opfordret til at indsende idéer og forslag til undersøgelsen. Arbejdet blev fulgt af et teknikerudvalg med deltagelse af Holstebro Kommune, Herning Kommune samt Naturstyrelsen. VVM-undersøgelsen omfattede et antal forskellige linjeføringer for motorvejen Herning og Holstebro og en forbindelsesvej til Gødstrup samt en forlængelse af Nordre Ringvej i Holstebro. VVM-redegørelsen var fremlagt i en offentlig høring fra den 25. juni til den 27. august 2012.
Folketinget besluttede i en bred trafikaftale i marts 2013, at der skulle anlægges en motorvej mellem Herning og Holstebro og en vejforbindelse til Gødstrup. I april 2013 aftalte forligskredsen, at Holstebromotorvejen skulle etableres som motorvej i en linjeføring fra Holstebro N til Sinding nordvest for Herning, og herfra videreføres som motorvej (Messemotorvejen) på vejforbindelsen til det kommende sygehus ved Gødstrup frem til krydsningen ved Primærrute 15. Den aftalte linjeføring er baseret på VVM-redegørelsens “alternativ 4”, dog således, at strækningen syd for Herning fra Messemotorvejen til Snejbjerg ikke skulle udbygges til motorvej.
Folketinget vedtog den 26. december 2013 anlægslov nr. 1608 ”Lov om anlæg af Holstebromotorvejen”.
Første spadestik til Messemotorvejen vest om Herning blev taget i 2015. Søndag den 28. maj 2017 åbnede den ca. 8 km lange motorvej vest om Herning.

## Etaper
Messemotorvejen er foreløbig anlagt over tre etaper.

| Motorvejsetaper    | Motorvejsetaper            | Motorvejsetaper | Motorvejsetaper | Motorvejsetaper | Motorvejsetaper | Motorvejsetaper | Motorvejsetaper |
| Fra                | Frakørsel                  | Til             | Frakørsel       | Baner           | KM              | Åbningsår       | Bemærkninger |
| ------------------ | -------------------------- | --------------- | --------------- | --------------- | --------------- | --------------- | --- |
| Midtjyske Motorvej | Motorvejskryds Herning Syd | Vardevej        | 42              | 4               | 4,2             | 2006            | Blev oprindelig bygget som en 4 sporet motortrafikvej, men blev ændret til motorvej, inden åbningen af motorvej og motortrafikvej omkring Herning den 7. oktober 2006. |
| Vardevej           | 42                         | Albækvej        |                 | 2               | 4,8             | 2008            | Blev kun bygget som motortrafikvej. Der planer om at udbyg strækningen til motorvej.                                                                                   |
| Albækvej           | 1                          | Sindingvej      | 17              | 4               | 8,3             | 2017            | Blev bygget som motorvej fra Snejbjerg via det nye Regionshospital i Gødstrup til Sindingvej ved Tjørring. Motorvejen åbnede den 28. maj 2017.                         |